# Tibor Jurcsák
Tibor Jurcsák (* 29. Dezember 1926 in Ucuriș, Königreich Rumänien; † 23. Januar 1992 in Oradea) war ein rumänischer Paläontologe und Naturforscher.

## Leben
Jurcsák machte 1947 seinen Abschluss an einer weiterführenden Schule in Oradea. 1957 promovierte er an der Babeș-Bolyai-Universität Cluj. 1951 begann er seine wissenschaftliche Forschung und Materialsammlung am Institut für Naturwissenschaften des Muzeul Țării Crișurilor in Oradea, wo er sich der Paläontologie widmete. Er gründete die Abteilung für Naturgeschichte am Museum und veröffentlichte mehrere Artikel über die aquatische und terrestrische Reptilienfauna des Pădurea Craiului (Königswald-Gebirge) und des Bihor-Gebirges, wo er in den 1960er Jahren mit den Grabungsarbeiten begann. Die in den Dörfern Alesd, Pestes und Finiş durchgeführten Freilegungen förderten die Überreste verschiedener Fische sowie aquatischer und kontinentaler Reptilien zu Tage. Die meisten dieser sehr attraktiven Fossilien befinden sich heute im Muzeului Ţării Crişurilor in Oradea. Von 1977 bis zu seinem Tod arbeitete an der fossilen, kreidezeitlichen Reptilienfauna aus einer Bauxitmine bei Cornet. Mit seinem Kollegen Eugen Kessler von der Babeș-Bolyai-Universität Cluj studierte er mutmaßliche Vogelüberreste, die mit Dinosauriern in Verbindung gebracht wurden. Seine Studien über die Avifauna der Bihor-Landschaften wurden im Journal Nymphaea, in der Zeitschrift Revista Crisia des Muzeului Ţării Crişurilor und in mehreren anderen ungarischen Fachjournalen veröffentlicht.
In Zusammenarbeit mit Eugen Kessler beschrieb Jurcsák die Taxa Palaeocursornithiformes, Palaeocursornithidae, Palaeocursornis mit der Art Palaeocursornis biharicus und Eurolimnornithidae.

## Dedikationsnamen
Miklós Kretzoi benannte 1962 die Art Perdix jurcsaki aus der Gattung der Rebhühner zu Ehren von Tibor Jurcsák. Kessler und Márton Venczel ehrten ihn 2011 im Artepitheton von Luscinia jurcsaki.